# Zamia boliviana
Zamia boliviana är en kärlväxtart som först beskrevs av Adolphe-Théodore Brongniart, och fick sitt nu gällande namn av A. Dc. Zamia boliviana ingår i släktet Zamia och familjen Zamiaceae. IUCN kategoriserar arten globalt som nära hotad. Inga underarter finns listade i Catalogue of Life.